# Barbe-Nicole Clicquot-Ponsardin
Barbe-Nicole Clicquot, ofta kallad "La Grande Dame de Champagne", född Ponsardin 16 december 1777 i Reims, död 29 juli 1866 på Château de Boursault nära Boursault i Marne, var en fransk affärsidkare och den första kvinnan att leda en champagnegård.

## Biografi
Barbe-Nicole Clicquot föddes som dotter till baron Nicolas Ponsardin. I oktober 1805, när hon var 27 år gammal, dog hennes make François Clicquot i en elakartad feber. Hon ärvde då en vingård i Champagne som grundats 33 år tidigare (1772) av hennes svärfar och som producerade 100 000 flaskor vin om året.
Tack vare en god känsla för affärer lyckades hon driva företaget, som fick namnet Veuve Clicquot Ponsardin ("änkan Clicquot Ponsardin"), till stark tillväxt och vid hennes död 1866 sålde gården årligen 750 000 flaskor champagne av vilket en stor andel gick på export till olika länder.
Barbe-Nicole Clicquot införde en process kallad "remuage sur pupitre" i vilken de fyllda och igenkorkade flaskorna ställs med halsen aningen nedåt i ett slags flaskställ, vilket leder till att de orenheter som gör det nyjästa vinet grumligt samlas vid korken, där de fastnar. Efter en tid kan flaskan vändas rätt, den smutsiga korken avlägsnas och en ren tryckas i inför försäljningen. Genom åren investerades i nya vinodlingar i bland annat Bouzy, Verzy och Verzenay i området Montagne de Reims vilket innebar att företagets totala odlingsareal kom upp i 286 hektar.
Det var även Barbe-Nicole Cliquot-Ponsardin som skapade den berömda gula etikett som än idag är denna champagnes främsta kännetecken.
År 1843 lät hon bygga Château de Boursault i Boursault, dit hon på ålderns höst drog sig tillbaka och senare avled. Hon ligger begravd i Reims på norra kyrkogården i Reims.